# Anaclet Fomethe
Anaclet Fomethe est un professeur des universités et une personnalité politique camerounaise, il exerce des fonctions administratives puis politiques en tant que recteur et sénateur.

## Parcours politique
Anaclet Fomethe est militant du RDPC. Il occupe les fonctions de recteur de l'université de Dschang de 2005 à 2015. En avril 2018, il est élu sénateur de la deuxième législature, puis en mars 2023, il est à nouveau élu sénateur de la troisième législature du Cameroun,.